# 宗本順三
宗本 順三（むねもと じゅんぞう、1945年 - ）は、日本の建築家。建築学者。京都大学名誉教授。
兵庫県生まれ。1968年に京都大学工学部建築学科を卒業。1970年に同大学院修士課程を修了。1979年に京都大学より工学博士号を取得。鹿島建設、九州芸術工科大学を経て、1995年京都大学教授。2009年岡山理科大学教授。2013年京都美術工芸大学教授・工芸学部長。
1984年に日本インテリア協会インテリアデザイン賞、2002年に公共建築賞優秀賞、2005年にマーブル・アーキテクチュラル・アワーズ大賞などの受賞がある。

## 代表作品
- 三洋証券本社別館（東京、1989年）
- 壱岐文化ホール園部（長崎、1996年）
- 京都大学総合博物館（京都、2000年）
- ヴァンジ彫刻庭園美術館（静岡、2002年）